# إعادة فرز الأصوات
إن إعادة فرز الأصوات هي في جوهرها تكرار لإحصاء الأصوات يتم استخدامه لتحديد صحة الفرز الأولي. وعادة ما تحدث إعادة الفرز في حال كان عدد الأصوات الأولية خلال الانتخابات متقاربًا للغاية.
في المعتاد، تؤدي إعادة فرز الأصوات إلى تغييرات في عدد الأصوات المتنازع عليها. وقد تحدث الأخطاء أو تنتج بسبب عوامل بشرية مثل أخطاء النسخ أو أخطاء الآلة مثل الخطأ في قراءة أوراق الاقتراع. وبالتناوب، قد تتغير إحصاءات الأرقام بسبب إعادة تفسير نوايا الناخبين.

## طرق إعادة فرز الأصوات

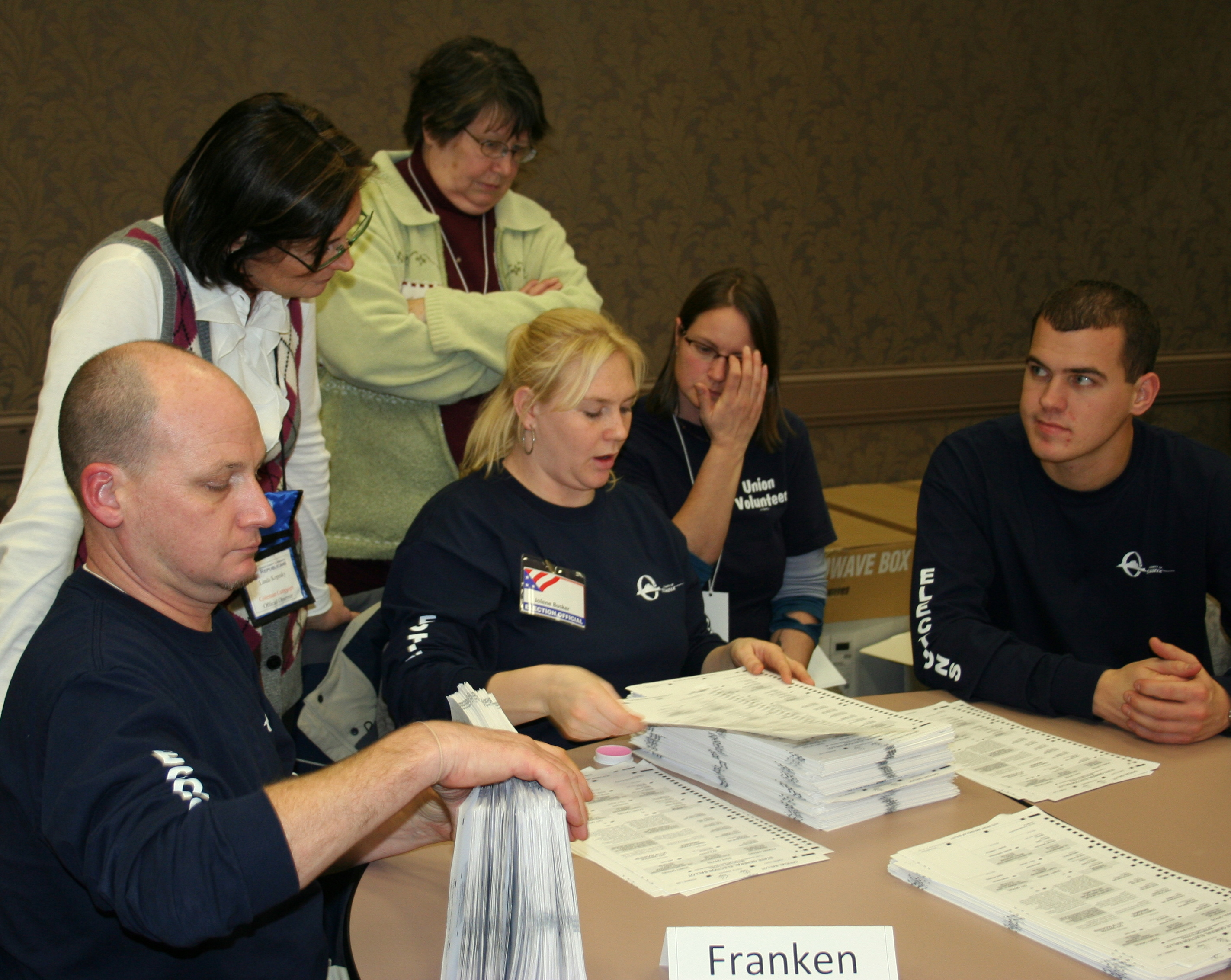
إعادة فرز بطاقات المسح البصرية باليد في انتخابات مجلس الشيوخ في الولايات المتحدة في ولاية مينيسوتا، عام2008.

### إعادة فرز الأصوات آليًا
إن إعادة فرز الأصوات آليًا هي إعادة إحصاء الأصوات التي تم الإدلاء بها خلال الانتخابات. ويمكن القيام بذلك باستخدام نظام تصويت المسح الضوئي أو نظام البطاقة المثقوبة أو آلة التصويت بالتسجيل الإلكتروني المباشر. باستخدام أنظمة التصويت الاقتراعي على أساس المستند، يتم عد أوراق الاقتراع للمرة الثانية عن طريق بعض أنواع الآلات. ومع أنظمة التصويت الاقتراعي غير القائم على المستند، يعيد المسؤولون جمع بيانات التصويت من كل آلة تصويت والتي سيتم جمعها من خلال نظام الجدولة المركزي.

### إعادة الفرز اليدوي
تتضمن إعادة الفرز اليدوي أو «باليد» مراجعة التوكيل المادي للفرد والتأكد من نوايا الناخب عن طريق فرد أو أكثر.
باستخدام أجهزة التصويت عبر التسجيل المباشر الإلكتروني (DRE)، يتم فحص عملية مراجعة التحقق من ورقة الناخب من كل ناخب. وفي بعض أجهزة التسجيل المباشر الإلكتروني التي لا تقوم بإنشاء سجل مراجعة أوراق التحقق من الناخب (VVPAT)، يمكن طباعة صورة لكل صندوق اقتراع وعدها بشكل فردي.

## المتطلبات القانونية
قد تكون إعادة الفرز إلزامية أو اختيارية. في بعض الولايات القضائية، تكون عملية إعادة الفرز إلزامية عندما يكون الفرق بين أعلى مرشحين اثنين أقل من نسبة الأصوات التي تم الإدلاء بها أو من عدد ثابت. ويتم الدفع في مقابل إعادة الفرز الإجباري سواء من مسؤول الانتخابات، أو من الدولة. وفي المعتاد، يتنازل المرشح الخاسر بوضوح عن مرحلة إعادة الفرز الإلزامي. والجانب الفائز سيشجع عادة الخاسر للتنازل عن إعادة الفرز في إظهار للوحدة وتجنب إنفاق أموال دافعي الضرائب.
لدى كل سلطة قضائية معايير مختلفة لإعادة الفرز الاختياري. فبعض المناطق تسمح بإعادة الفرز لأي منصب أو إجراء في حين أن البعض الآخر يتطلب أن يكون هامش الفوز أقل من نسبة مئوية معينة قبل أن يتم السماح بإعادة الفرز. في جميع الحالات، يدفع ثمن إعادة الفرز الاختياري المرشح أو حزبه السياسي أو في بعض الحالات أي ناخب مهتم. ويتمتع الشخص الذي يدفع ثمن إعادة الفرز بالحق في إيقاف تلك العملية في أي وقت. وإذا عكست إعادة الفرز نتيجة الانتخابات، فإن السلطة القضائية هي من سيدفع مقابل إعادة الفرز.
في المملكة المتحدة، من الممكن للمرشح الخاسر أن يقوم رئيس مكتب التصويت بإنكار إعادة فرز الأصوات ليطلب إعادة الفرز من المحكمة عن طريق عريضة الانتخابات. يوجد حالات عديدة حيث تم إعادة فرز الاصوات في الانتخابات البرلمانية بأمر من المحكمة.

## عمليات مشهورة لإعادة الفزر
- إعادة الفرز في انتخابات فلوريدا - الانتخابات الرئاسية بالولايات المتحدة في عام 2000
- الانتخابات المحلية في واشنطون في 2004
- مراجعة حسابات انتخابات فيرمونت في 2006
- انتخابات مجلس النواب في فلوريدا في 2006 - الانتخابات المحلية الثالثة عشرة للكونجرس في فلوريدا
- انتخابات مجلس الشيوخ الولايات المتحدة في ولاية مينيسوتا 2008